# Manuel da Costa Manso
Manuel da Costa Manso (Pindamonhangaba, 23 de agosto de 1876 — São Paulo, 28 de maio de 1957) foi um jurista brasileiro, ocupou o cargo de ministro do Supremo Tribunal Federal de 28 de agosto de 1933 a 3 de maio de 1939.